# 2019 v letectví
Tento článek obsahuje seznam událostí souvisejících s letectvím, které proběhly roku 2019.

## Události

### Leden
- 3. ledna – Zemřel Herb Kelleher, spoluzakladatel Southwest Airlines a průkopník nízkonákladového modelu letecké osobní přepravy.[1]
- 10. ledna – Letectvo Spojených států amerických převzalo první tankovací letoun Boeing KC-46A Pegasus.[2]
- 10. ledna – Air France oznámila ukončení provozu své nízkonákladové značky Joon a začlenění jejích aktiv zpět do mateřské společnosti.[3]
- 22. ledna – Ozbrojené síly Francie objednaly miniaturní bezpilotní průzkumné prostředky Black Hornet 3 americké firmy FLIR Systems v celkové hodnotě 89 miliónů USD.[4]

### Únor
- 4. února – Po bankrotu ukončila provoz letecká společnost Germania.
- 12. února – Indické letectvo převzalo dodávku prvních čtyř transportních vrtulníků Boeing CH-47F Chinook. Zařazení typu do výzbroje je očekáváno v průběhu roku.[5]
- 14. února – Společnost Airbus oznámila skončení programu výroby typu A380 k roku 2021, z důvodu nízké poptávky na trhu.[6]
- 16. února – Ukončila činnost letecká společnost British Midland Regional Limited (provozovaná pod značkou flybmi).[7]
- 21. února – Britské Royal Air Force vyřadilo ze služby Panavia Tornado. S veřejností se typ rozloučil sérií letových ukázek 19.-21. února, poslední bojovou operaci proti silám Islámského státu v Sýrii provedl 31. ledna 2019.[8] Ve službě jej nahradil víceúčelový typ Eurofighter Typhoon.

- 27. února – Neidentifikovaný letoun (pravděpodobně typu General Dynamics F-16) pákistánských vzdušných sil raketou AIM-120 AMRAAM sestřelil v kašmírské pohraniční oblasti mezi oběma zeměmi stroj MiG-21 letectva Indie. Indická strana si v tomto střetnutí také nárokuje sestřel jednoho pákistánského stroje.[9]

- 28. února – Po úpadku ukončila činnost společnost Insel Air, hlavní letecký dopravce ostrova Curaçao.[10]

- 28. února – Námořnictvo Spojených států amerických deklarovalo dosažení počáteční operační způsobilosti (Initial Operational Capability) letounů verze Lockheed Martin F-35C,[11] palubní varianty typu F-35.

### Březen
- 6. března – Bombardier Global 7500 (imatrikulace C-FXAI) non-stop letem na trase Singapur-Tucson (Arizona) ustavil rekord v doletu pro letouny kategorie business jet v délce 15 100 km (8 152 nm).[12]
- 8. března – United States Marine Corps Aviation vyřadilo ze služby letoun pro elektronický boj Northrop Grumman EA-6B Prowler[13]
- 12.–13. března – V reakci na katastrofu letu Ethiopian Airlines 302, při níž 10. března zahynulo 157 osob, došlo k uzemnění dopravních letounů Boeing 737 MAX ve většině zemí světa.[14]
- 13. března – Dozorčí rada německé Lufthansy oznámila schválení nákupu 20 Boeingů 787-9 a 20 strojů Airbus A350-900 v celkové hodnotě 12 miliard USD,[15] a současně prodej 6 ze 14 jí dosud provozovaných Airbusů A380.
- 19. března – Srbské ministerstvo vnitra oznámilo objednávku tří vrtulníků Airbus Helicopters H215.[16]

- 22. března – Britské Royal Air Force oznámilo uzavření smlouvy na nákup pěti strojů AWACS typu Boeing E-7 v hodnotě 1,5 mld £, které budou pro jeho potřebu modifikovány britskou firmou Marshall's of Cambridge a ve službě mají nahradit současné E-3D Sentry.[17]

- 26. března – Společnost UPS zahájila v americkém státě Severní Karolína pokusné komerční doručování zdravotnických vzorků pro zdravotnickou společnost WakeMed za pomoci bezpilotních kvadrokoptér Matternet M2.[18]

- 28. března – Islandské aerolinky WOW air oznámily ukončení činnosti a zrušení všech svých letů.[19]

### Květen
- 11. května – Indické letectvo převzalo první útočný vrtulník Boeing AH-64E Apache.[20]

### Prosinec
- 31. prosince – Indické letectvo vyřadilo ze služby poslední letouny MiG-27ML UPG Bahadur.[21]

## První lety

### Leden
- 22. ledna – Boeing eVTOL, prototyp bezpilotního letadla s kolmým startem na elektrický pohon, které má sloužit jako městské aerotaxi.[22]

### Březen
- 5. března – Kratos XQ-58 Valkyrie, americký prototyp bezpilotního bojového letounu.[23]
- 21. března – Sikorsky–Boeing SB-1 Defiant,[24] americký prototyp vysokorychlostního hybridního vrtulníku vyvíjeného jako jeden z uchazečů ve výběrovém řízení Future Vertical Lift.
- 30. března – Iljušin Il-112, ruský transportní letoun.[25]

### Září
- 19. září – Boeing MQ-25 Stingray, americký prototyp bezpilotního letounu pro doplňování paliva za letu

### Listopad
- 23. listopadu – parazitní dron Dynetics X-61 Gremlins, 1. let zatím bez uvolnění[26]

### Prosinec
- 1. prosince – Embraer E-Jet E175-E2[27]

## Letecké nehody
- 14. ledna – Transportní Boeing 707 Vzdušných sil Íránské islámské republiky pronajatý společností Saha Air havaroval při pokusu o přistání na letišti Fath. Zahynulo patnáct z šestnácti osob na palubě.[28]
- 18. ledna – Dva taktické bombardéry Suchoj Su-34 Vojenských vzdušných sil Ruské federace se srazily během cvičného letu nad Japonským mořem. Z celkem čtyř členů jejich osádek se podařilo zachránit jen jednoho letce. Těla dalších dvou byla nalezena v moři, a čtvrtý zůstal pohřešován.[29]
- 21. ledna – Nad kanálem La Manche se nedaleko ostrova Alderney zřítil lehký letoun Piper PA-46 Malibu se dvěma osobami na palubě. Při nehodě zahynul pilot i cestující, argentinský fotbalista Emiliano Sala.[30]
- 23. února – Nákladní Boeing 767-375ER letu 3591 společnosti Atlas Air se při pokusu o přistání na houstonském letišti George Bush Intercontinental Airport zřítil do Trinity Bay nedaleko města Anahuac. Zahynuli všichni 3 členové osádky.[31]
- 9. března – Douglas DC-3 kolumbijské společnosti LASER Aéreo Colombia (imatrikulace HK-2494) letící na trase mezi San José del Guaviare a Villavicencio se zřítil nedaleko města San Carlos de Guaroa. Zahynuli všichni 3 členové osádky i 11 cestujících.[32]
- 10. března – Boeing 737 MAX (imatrikulace ET-AVJ) letu 302 Ethiopian Airlines se zřítil krátce po startu z letiště Addis Abeba, přičemž zahynulo všech 157 osob na palubě.[33]

- 5. května – Suchoj Superjet 100 letu SU-1492 společnosti Aeroflot havaroval při pokusu o nouzové přistání krátce po startu z letiště Moskva-Šeremeťjevo. Zahynulo 41 ze 78 osob na palubě.[34]